# 真仏寺
真仏寺（しんぶつじ）は、茨城県水戸市にある浄土真宗系の単立寺院（東京本願寺派）。

## 歴史
創建年代は不明である。当初は天台宗の寺院で「蓮華皇院」という名称であった。鎌倉時代前期、当地に「平太郎」という人物が住んでいた。平太郎は浄土真宗宗祖親鸞に帰依しており、親鸞に頼み込んで、当地に来てもらうことになった。当地では、親鸞は念仏の教えに親しんでもらうため、自作の田植歌を歌いながら農民の仕事を手伝った。親鸞の滞在中、平太郎はある夢を見た。その内容は「自分は蓮華皇院の本尊の薬師如来である。今回の親鸞の来訪以降は阿弥陀如来を本尊とし、自分（薬師如来）は側に安置すべし」というものであった。平太郎はこの夢告に従い、本尊を阿弥陀如来に差し替え、名称も「真仏寺」に改め、浄土真宗の寺とした。そして親鸞に弟子入りし「真仏」を名乗ることになった。

## 交通アクセス
- 水戸北SICより車3分。